# 한국의 영화 목록
한국의 영화 목록은 다음과 같다.
- 일제강점기와 군정기 영화 목록(영어판)
- 대한민국의 영화 목록
- 조선민주주의인민공화국의 영화 목록
- 대한민국의 흥행 영화 목록

## 같이 보기
- 한국어 영화 작품 목록(영어판)